# Súper Rugby 2011
La temporada 2011 del Super Rugby fue la decimosexta edición del campeonato de rugby del Hemisferio Sur organizado por la SANZAR. La liga comenzó el 18 de febrero de 2011 y acabó el 18 de junio después de dieciocho jornadas, para dar paso a continuación a los playoffs por el títulos, que terminaron con la gran final, el 9 de julio de 2011. 
Debido a la incorporación al torneo de un nuevo equipo, los Melbourne Rebels, ésta fue la primera edición en la cual compitieron 15 equipos y en la que se denominó Super Rugby. Por ser un número impar de equipos y por haber 5 equipos de cada país por primera vez, el formato de la competición cambió radicalmente, siendo divididos los 15 equipos en 3 grupos, cada grupo compuesto por los 5 equipos de un mismo país.

## Equipos participantes
| Equipo                   | Ciudad          | Estadio                       |
| ------------------------ | --------------- | ----------------------------- |
| Conferencia australiana  |                 |                               |
| Brumbies                 | Canberra        | Canberra Stadium              |
| Melbourne Rebels         | Melbourne       | Melbourne Rectangular Stadium |
| New South Wales Waratahs | Sídney          | Sídney Football Stadium       |
| Queensland Reds          | Brisbane        | Suncorp Stadium               |
| Western Force            | Perth           | Perth Oval                    |
| Conferencia neozelandesa |                 |                               |
| Auckland Blues           | Auckland        | Eden Park                     |
| Canterbury Crusaders     | Christchurch    | Rugby League Park             |
| Otago Highlanders        | Dunedin         | Carisbrook                    |
| Waikato Chiefs           | Hamilton        | Waikato Stadium               |
| Wellington Hurricanes    | Wellington      | Westpac Stadium               |
| Conferencia sudafricana  |                 |                               |
| Blue Bulls               | Pretoria        | Loftus Versfeld Stadion       |
| Free State Cheetahs      | Bloemfontein    | Free State Stadium            |
| Sharks                   | Durban          | Kings Park Stadium            |
| Lions                    | Johannesburgo   | Ellis Park Stadium            |
| Stormers                 | Ciudad del Cabo | Newlands Stadium              |

## Formato de disputa
Fase regular
Los quince participantes se dividen en tres conferencias, una por cada país, y cada una con cinco equipos.
Cada equipo disputa dieciséis partidos, ocho contra los demás equipos del grupo, una vez como local y otra como visitante. También disputa partidos contra los rivales de las dos restantes conferencias, estos últimos llamados inter conferencias.
Dependiendo del resultado en el partido se otorga una puntuación, siendo cuatro puntos por partido ganado, dos por partido empatado y ningún punto en caso de derrota. También se otorgan puntos bonus:
- bonus ofensivo que consta de un punto por ganar un partido con cuatro o más tries
- bonus defensivo que se otorga cuando un equipo pierde su partido con una diferencia no mayor a siete puntos.

Una vez disputados los dieciocho encuentros, se ordenan a los equipos en tablas de posiciones, clasificando a la próxima fase un equipo por conferencia; el mejor de la misma, y los restante tres mejores que se obtienen de la tabla general.
Segunda fase
De los seis participantes, los dos mejores avanzan a las semifinales, mientras que los cuatro restantes juegan la reclasificación. El tercer mejor ubicado contra el sexto y el cuarto contra el quinto. Las localías pertenecen al equipo mejor ubicado.
Los equipos que ganan sus partidos avanzan a las semifinales, y a su vez, los que ganan estas avanzan a la final.
El equipo ganador de la final se proclama campeón.

## Fase regular

### Conferencia australiana
| Pos. | Equipo   | Encuentros | Encuentros | Encuentros | Encuentros | Tantos | Tantos | Tantos | PB | PB | Puntos |
| Pos. | Equipo   | PJ         | PG         | PE         | PP         | F      | C      | Dif    | BO | BD | Puntos |
| ---- | -------- | ---------- | ---------- | ---------- | ---------- | ------ | ------ | ------ | -- | -- | ------ |
| 1    | Reds     | 16         | 13         | 0          | 3          | 429    | 309    | +120   | 5  | 1  | 66     |
| 2    | Waratahs | 16         | 10         | 0          | 6          | 398    | 252    | +146   | 6  | 3  | 57     |
| 3    | Force    | 16         | 5          | 2          | 9          | 333    | 416    | -83    | 0  | 5  | 37     |
| 4    | Brumbies | 16         | 4          | 1          | 11         | 314    | 437    | -123   | 3  | 4  | 33     |
| 5    | Rebels   | 16         | 3          | 0          | 13         | 281    | 570    | -289   | 2  | 2  | 24     |

|  | Clasificado a las próxima ronda como mejor de conferencia. |

### Conferencia neozelandesa
| Pos. | Equipo      | Encuentros | Encuentros | Encuentros | Encuentros | Tantos | Tantos | Tantos | PB | PB | Puntos |
| Pos. | Equipo      | PJ         | PG         | PE         | PP         | F      | C      | Dif    | BO | BD | Puntos |
| ---- | ----------- | ---------- | ---------- | ---------- | ---------- | ------ | ------ | ------ | -- | -- | ------ |
| 1    | Crusaders   | 16         | 11         | 1          | 4          | 436    | 273    | +163   | 5  | 2  | 61     |
| 2    | Blues       | 16         | 10         | 1          | 5          | 405    | 335    | +70    | 6  | 4  | 60     |
| 3    | Highlanders | 16         | 8          | 0          | 8          | 296    | 343    | -47    | 2  | 3  | 45     |
| 4    | Hurricanes  | 16         | 5          | 2          | 9          | 328    | 398    | -70    | 5  | 5  | 42     |
| 5    | Chiefs      | 16         | 6          | 1          | 9          | 332    | 348    | -16    | 2  | 4  | 40     |

|  | Clasificado a las próxima ronda como mejor de conferencia. |

### Conferencia sudafricana
| Pos. | Equipo   | Encuentros | Encuentros | Encuentros | Encuentros | Tantos | Tantos | Tantos | PB | PB | Puntos |
| Pos. | Equipo   | PJ         | PG         | PE         | PP         | F      | C      | Dif    | BO | BD | Puntos |
| ---- | -------- | ---------- | ---------- | ---------- | ---------- | ------ | ------ | ------ | -- | -- | ------ |
| 1    | Stormers | 16         | 12         | 0          | 4          | 400    | 257    | +143   | 4  | 3  | 63     |
| 2    | Sharks   | 16         | 10         | 1          | 5          | 407    | 339    | +68    | 6  | 1  | 57     |
| 3    | Bulls    | 16         | 10         | 0          | 6          | 416    | 370    | +46    | 3  | 3  | 54     |
| 4    | Cheetahs | 16         | 5          | 0          | 11         | 435    | 437    | -2     | 5  | 7  | 40     |
| 5    | Lions    | 16         | 3          | 1          | 12         | 351    | 477    | -126   | 2  | 5  | 29     |

|  | Clasificado a las próxima ronda como mejor de conferencia. |

### Tabla general
| Pos. | Equipo      | Encuentros | Encuentros | Encuentros | Encuentros | Tantos | Tantos | Tantos | PB | PB | Puntos |
| Pos. | Equipo      | PJ         | PG         | PE         | PP         | F      | C      | Dif    | BO | BD | Puntos |
| ---- | ----------- | ---------- | ---------- | ---------- | ---------- | ------ | ------ | ------ | -- | -- | ------ |
| 1    | Reds        | 16         | 13         | 0          | 3          | 429    | 309    | +120   | 5  | 1  | 66     |
| 2    | Stormers    | 16         | 12         | 0          | 4          | 400    | 257    | +143   | 4  | 3  | 63     |
| 3    | Crusaders   | 16         | 11         | 1          | 4          | 436    | 273    | +163   | 5  | 2  | 61     |
| 4    | Blues       | 16         | 10         | 1          | 5          | 405    | 335    | +70    | 6  | 4  | 60     |
| 5    | Waratahs    | 16         | 10         | 0          | 6          | 398    | 252    | +146   | 6  | 3  | 57     |
| 6    | Sharks      | 16         | 10         | 1          | 5          | 407    | 339    | +68    | 6  | 1  | 57     |
| 7    | Bulls       | 16         | 10         | 0          | 6          | 416    | 370    | +46    | 3  | 3  | 54     |
| 8    | Highlanders | 16         | 8          | 0          | 8          | 296    | 343    | -47    | 2  | 3  | 45     |
| 9    | Hurricanes  | 16         | 5          | 2          | 9          | 328    | 398    | -70    | 5  | 5  | 42     |
| 10   | Chiefs      | 16         | 6          | 1          | 9          | 332    | 348    | -16    | 2  | 4  | 40     |
| 11   | Cheetahs    | 16         | 5          | 0          | 11         | 435    | 437    | -2     | 5  | 7  | 40     |
| 12   | Force       | 16         | 5          | 2          | 9          | 333    | 416    | -83    | 0  | 5  | 37     |
| 13   | Brumbies    | 16         | 4          | 1          | 11         | 314    | 437    | -123   | 3  | 4  | 33     |
| 14   | Lions       | 16         | 3          | 1          | 12         | 351    | 477    | -126   | 2  | 5  | 29     |
| 15   | Rebels      | 16         | 3          | 0          | 13         | 281    | 570    | -289   | 2  | 2  | 24     |

|  | Clasificado a las semifinales.    |
|  | Clasificado a la reclasificación. |

## Segunda fase
|  | Reclasificación | Reclasificación |           |    | Semifinales | Semifinales |  |      | Final | Final |  |
|  |                 |                 |           |    |             |             |  |      |       |       |  |
|  |                 |                 |           |    |             |             |  |      |       |       |  |
|  |                 |                 |           |    |             |             |  |      |       |       |  |
|  |                 |                 |           |    |             |             |  |      |       |       |  |
|  |                 |                 |           |    |             |             |  |      |       |       |  |
|  |                 | Reds            | 30        |    |             |             |  |      |       |       |  |
|  |                 |                 | 30        |    |             |             |  |      |       |       |  |
|  |                 |                 | Blues     | 13 |             |             |  |      |       |       |  |
|  | Blues           | 26              | Blues     | 13 |             |             |  |      |       |       |  |
|  | Blues           | 26              |           |    |             |             |  |      |       |       |  |
|  | Waratahs        | 13              |           |    |             |             |  |      |       |       |  |
|  | Waratahs        | 13              |           |    |             |             |  | Reds | 18    |       |  |
|  |                 |                 |           |    |             |             |  | Reds | 18    |       |  |
|  |                 |                 | Crusaders | 13 |             |             |  |      |       |       |  |
|  |                 |                 | Crusaders | 13 |             |             |  |      |       |       |  |
|  |                 |                 |           |    |             |             |  |      |       |       |  |
|  |                 |                 |           |    |             |             |  |      |       |       |  |
|  |                 | Stormers        | 10        |    |             |             |  |      |       |       |  |
|  |                 |                 | 10        |    |             |             |  |      |       |       |  |
|  |                 |                 | Crusaders | 29 |             |             |  |      |       |       |  |
|  | Crusaders       | 15              | Crusaders | 29 |             |             |  |      |       |       |  |
|  | Crusaders       | 15              |           |    |             |             |  |      |       |       |  |
|  | Sharks          | 13              |           |    |             |             |  |      |       |       |  |
|  | Sharks          | 13              |           |    |             |             |  |      |       |       |  |
|  |                 |                 |           |    |             |             |  |      |       |       |  |

### Reclasificación
Blues - Waratahs
| 24 de junio | Blues | 26 - 13 | Waratahs |  |  |

Crusaders - Sharks
| 25 de junio | Crusaders | 15 - 13 | Sharks |  |  |

### Semifinales
Reds - Blues
| 2 de julio | Reds | 30 - 13 | Blues |  |  |

Stormers - Crusaders
| 2 de julio | Stormers | 10 - 29 | Crusaders |  |  |

### Final
Reds - Crusaders 
| 9 de julio | Reds | 18 - 13 | Crusaders |  |  |

| Bandera de Australia |
| Campeón Reds         |
| Primer título        |